# Acrossocheilus macrophthalmus
Acrossocheilus macrophthalmus е вид лъчеперка от семейство Шаранови (Cyprinidae).

## Разпространение
Видът е разпространен във Виетнам.